# Liste der Baudenkmale in Sagard
In der Liste der Baudenkmale in Sagard sind alle Baudenkmale der Gemeinde Sagard (Landkreis Vorpommern-Rügen) und ihrer Ortsteile aufgelistet. Grundlage ist die Veröffentlichung der Denkmalliste des Landkreises Vorpommern-Rügen, Auszug aus der Kreisdenkmalliste vom August 2015.

## Legende
In den Spalten befinden sich folgende Informationen:
- ID-Nr: Die Nummer wird von den Denkmalämtern der Landkreise vergeben. Wenn sie nicht bekannt ist, bleibt die Spalte leer. In dieser Spalte kann sich zusätzlich das Wort Wikidata befinden, der entsprechende Link führt zu Angaben zu diesem Denkmal bei Wikidata.
- Lage: die Adresse des Denkmales und die geographischen Koordinaten.
Link zu einem Kartenansichtstool, um Koordinaten zu setzen. In der Kartenansicht sind Denkmale ohne Koordinaten mit einem roten bzw. orangen Marker dargestellt und können in der Karte gesetzt werden. Denkmale ohne Bild sind mit einem blauen bzw. roten Marker gekennzeichnet, Denkmale mit Bild mit einem grünen bzw. orangen Marker.
- Bezeichnung: Bezeichnung, so wie sie in den offiziellen Listen der Denkmalämter steht. Ein Link hinter der Bezeichnung führt zum Wikipedia-Artikel über das Denkmal. Wenn die Bezeichnung der Denkmalämter inhaltlich fehlerhaft ist, ist in der Spalte „Beschreibung“ darauf hinzuweisen.
- Beschreibung: Beschreibung des Denkmales
- Bild: ein Bild des Denkmales und gegebenenfalls einen Link zu weiteren Fotos des Denkmals im Medienarchiv Wikimedia Commons

## Sagard
| ID    | Lage                             | Bezeichnung | Beschreibung | Bild                               |
| ----- | -------------------------------- | --- | ------------ | ---------------------------------- |
| 00636 | (Karte)                          | Kirche |              | Weitere Bilder                     |
| 00638 | (Karte)                          | Mühle (Paltrockmühle) |              | Mühle (Paltrockmühle)              |
| 00626 | Apollonienmarkt 12 (Karte)       | Wohnhaus (Radvan) mit Stallanbau |              | Wohnhaus (Radvan) mit Stallanbau   |
| 00627 | August-Bebel-Straße 1 (Karte)    | Wohnhaus |              | Wohnhaus                           |
| 00628 | August-Bebel-Straße 16 (Karte)   | Pfarrhaus |              | Pfarrhaus                          |
| 00630 | Brunnenaue (Karte)               | Park |              | Park                               |
| 00635 | Capellerstraße 16 (Karte)        | Wohnhaus |              | Wohnhaus                           |
| 00629 | Ernst-Thälmann-Straße 4 (Karte)  | Stationsgebäude (DB-AG) |              | Weitere Bilder                     |
| 00632 | Ernst-Thälmann-Straße 32 (Karte) | Schule |              | Schule                             |
| 00633 | Ernst-Thälmann-Straße 37 (Karte) | Rathaus |              | Rathaus                            |
| 00634 | Ernst-Thälmann-Straße 46 (Karte) | Wohnhaus |              |                                    |
| 00637 | Markt 2 (Karte)                  | Saalanbau |              | Saalanbau                          |
| 00879 | Schulstraße 15 (Karte)           | Wandmalereien, „Fischeremotiv“ (Oskar Manigk) und „Experimentierende Schüler mit einem darüber angeordneten Traktormotiv“ (Mathias Wegehaupt) |              | Weitere Bilder                     |
| 00631 | Quatzendorfer Weg (Karte)        | Gedenkstein für die Völkerschlacht |              | Gedenkstein für die Völkerschlacht |

## Neddesitz
| ID    | Lage                              | Bezeichnung                                   | Beschreibung | Bild                                          |
| ----- | --------------------------------- | --------------------------------------------- | --- | --------------------------------------------- |
| 00449 | Neddesitz am Taubenberg 1 (Karte) | Gutsanlage mit Herrenhaus, 2 Ställen und Park | | Gutsanlage mit Herrenhaus, 2 Ställen und Park |
| 00449 | Neddesitz am Taubenberg 1 (Karte) | Herrenhaus (Gutsanlage)                       | Neobarocker, 2-gesch., 9-achs., sanierter Putzbau von um 1900 des Kreidebruchbesitzers Gierke mit 3-gesch. Mittelrisalit, Krüppelwalm und Sockelgeschoss, heute Hotel- und Ferienanlage; Gut der Herrschaft Spyker (ab 16. Jh.) und des Hauses Putbus (ab 1815). | Herrenhaus (Gutsanlage)                       |
| 00449 | Neddesitz am Taubenberg 1 (Karte) | Stall B (Gutsanlage)                          | | Stall B (Gutsanlage)                          |
| 00449 | Neddesitz am Taubenberg 1 (Karte) | Stall A (Gutsanlage)                          | | Stall A (Gutsanlage)                          |
| 00449 | Neddesitz am Taubenberg 1 (Karte) | Park (Gutsanlage)                             | |                                               |

## Neuhof
| ID    | Lage           | Bezeichnung             | Beschreibung | Bild           |
| ----- | -------------- | ----------------------- | --- | -------------- |
| 00433 | Neuhof (Karte) | Friedhof der Namenlosen | Auf dem Friedhof in Martinshafen liegen 29 Flüchtlinge und 3 Marinesoldaten, die 1945 bei einer Epidemie ums Leben kamen. | Weitere Bilder |

## Vorwerk
| ID    | Lage               | Bezeichnung               | Beschreibung | Bild                      |
| ----- | ------------------ | ------------------------- | ------------ | ------------------------- |
| 00800 | Vorwerk 6 (Karte)  | Gutshaus (Gutsanlage)     |              | Weitere Bilder            |
| 00800 | Vorwerk 10 (Karte) | Stallscheune (Gutsanlage) |              | Stallscheune (Gutsanlage) |

## Quelle
- Denkmalliste des Landkreises Vorpommern-Rügen